# Pío García-Escudero
Pío García-Escudero Márquez, IV hrabia Badarán (ur. 28 października 1952 w Madrycie) – hiszpański architekt, polityk i samorządowiec, działacz Partii Ludowej, przewodniczący Senatu w latach 2011–2019.

## Życiorys
Ukończył architekturę w Escuela Técnica Superior de Arquitectura de Madrid na Universidad Politécnica de Madrid. Pracował m.in. w generalnej dyrekcji sztuk pięknych resortu kultury. Był dyrektorem generalnym do spraw dziedzictwa kulturowego w administracji Kastylii i Leónu (1987–1990), pełnił też funkcję dyrektora do spraw zachowania starego miasta w Madrycie (1990–1993). Odpowiadał za renowacje różnych zabytków, za co trzykrotnie był wyróżniany przez Europa Nostra.
Zaangażował się również w działalność polityczną w ramach Partii Ludowej. Był jej przewodniczącym we wspólnocie autonomicznej Madrytu w latach 1993–2004. Ponownie objął to stanowisko w 2018 w okresie partyjnego kryzysu. Między 1991 a 2003 zasiadał w Zgromadzeniu Madryckim. W latach 2003–2004 był drugim zastępcą alkada Madrytu, odpowiadał w administracji miejskiej za planowanie przestrzenne, mieszkalnictwo i infrastrukturę.
W 1995 zasiadł w hiszpańskim Senacie jako senator delegowany przez regionalny parlament; mandat sprawował do 2003. W 2004 po raz pierwszy został wybrany w wyborach parlamentarnych do tej izby. W 2008, 2011, 2015, 2016, kwietniu 2019, listopadzie 2019 i 2023 z powodzeniem ubiegał się o reelekcję. Kierował senacką frakcją ludowców (1996–1999, 2004–2011). Od grudnia 2011 do maja 2019 pełnił funkcję przewodniczącego Senatu.

## Życie prywatne
Żonaty, ma dwóch synów.